# Stål-Kalle
Stål-Kalle (italienska: Paperinik) är en ursprungligen italiensk seriefigur - Kalle Ankas alter ego. En hemlig identitet som huvudsakligen skapades för att låta Kalle hämnas nattetid på folk som behandlade honom illa under dagtid, såsom Joakim von Anka och Alexander Lukas. Det svenska namnet är baserat på Stålmannen.

## Figurens historia
Vid slutet av 1960-talet hade den italienska förläggaren och producenten av disneyserier, Mondadori (nuvarande Disney Italia), börjat få klagomål på att Kalle alltid verkade vara en förlorare i deras historier. Manusförfattaren Guido Martina och tecknaren Giovan Battista Carpi svarade med att ge Kalle ett superhjältealias som de kallade Paperinik. Namnet är en ordlek där Diabolik, en då populär fiktiv skurk, kombineras med Paperino, som Kalle heter på italienska. 
Den första historien var i två delar, med 60 sidor och hette Paperinik il diabolico vendicatore (Stål-Kalle, den hemske hämnaren) och publicerades i juni 1969 i nummer 706 och 707 av de italienska disneytidningarnas flaggskepp, Topolino. I februari 1970 återkom figuren i Paperinik alla riscossa (Stål-Kalle tar revansch) med manus av Martina och teckningar av Romano Scarpa och Giorgio Cavazzano. Från och med januari 1971 och serien Paperinik torna a colpire (ingen svensk titel), även denna serie av Martina, Scarpa och Cavazzano blev han en regelbundet återkommande bekantskap för de italienska disneyserieläsarna.
I sina första serier var Stål-Kalle inte en traditionell superhjälte, utan snarare en hämnare som hämnades oförrätter mot Kalle, ibland med påtagligt olagliga metoder. Möjligen för att undvika att göra om Kalle till en skurk permanent, tonade manusförfattarna med tiden ner denna aspekt och förvandlade honom till en mer traditionell superhjälte som bekämpar brott i Ankeborg.
Den första serien med Stål-Kalle som nådde Sverige blev Stål-Kalle tar revansch, som publicerades i Kalle Ankas jul-kul 1972. Vid den här tiden redigerade man dock ofta de italienska serierna innan de trycktes i Sverige, något som också blev fallet med denna serie, och Stål-Kalles medverkan i serien togs bort.
Istället skulle det dröja ända till 1978 och Kalle Ankas Pocket 28: Stål-Kalle i farten, som helt fylldes med Stål-Kalle-serier, innan figuren blev känd för den svenska publiken. Översättaren till denna bok är Ingrid Emond, som alltså var den som gav Paperinik sitt svenska namn. Stål-Kalle i farten följdes upp av Kalle Ankas Pocket 32: Stål-Kalle går i fällan (1980), Kalle Ankas Pocket 38: Stål-Kalle på nya äventyr (1981) och Kalle Ankas Pocket 43: Stål-Kalle slår till igen (1982). 1982 utkom även "jag-boken" Jag Stål-Kalle, som samlar åtta av de äldsta serierna med Stål-Kalle, däribland ursprungsserien Stål-Kalle och den hemska hämnaren, som här fick sin svenska premiär, och Stål-Kalle tar revansch, i intakt skick. Andra tidiga svenska uppträdanden av Stål-Kalle skedde i fem nummer av Farbror Joakim: 11/1978, 1 och 5/1979, samt 5 och 9/1980. 
Efter Jag Stål-Kalle kom ut har figuren varit ett stående inslag i Kalle Ankas Pocket, Farbror Joakim och andra svenska tidningar av pocketformat.

### Stål-Kalles förebilder
Stål-Kalle har inspirerats av många litterära figurer. Så många som sex stycken har nämnts som förebilder, baserat på de drag han har gemensamt med dessa. Införandet av Stål-Kalle kan också ses som en del av den våg av fiktiva skurkar och antihjältar som sköljde över Italien under 1960-talet.
- Rocambole, skapad av Pierre Alexis Ponson du Terrail som huvudfigur i en följetong som publicerades i dagstidningar mellan 1857 och 1870, och som senare gavs ut separat i åtta volymer. Rocambole var en äventyrare som började som en mästerskurk, och senare blev en mästerlig brottsbekämpare. I båda fallen inkluderade hans metoder att verka bakom scenerna med att manipulera personer och händelser. Både som hämnare och superhjälte använde Stål-Kalle liknande metoder för att uppnå sina mål. För vidare information om Rocambole, se: Rocambole.
- Arsène Lupin, skapad av Maurice Leblanc som huvudfigur i en serie romaner som publicerades mellan 1905 och 1939. Han kan beskrivas som en gentlemannatjuv som ibland agerade medborgargardist. Beskrivningen av gentlemannatjuven som tidigare bott i villa Rosa var baserad på denna figur. I historierna var han efterlyst av polisen, men hade någon form av hederskodex, då hans offer var personer som skaffat sig sin rikedom på mindre lagliga vis. Även en annan disneyfigur, Armand Lutin (skapad av tecknaren Don Rosa) är baserad på denna figur. För vidare information om Lupin, se: Arsène Lupin
- Fantômas, skapad av Marcel Allain och Pierre Souvestre som huvudfigur i en serie av 43 romaner som publicerades mellan 1911 och 1963. Fantômas var en mästerskurk med sadistiska och mordiska drag. Stål-Kalle har inte så mycket gemensamt med dessa drag, men i likhet med tidiga Stål-Kalle historier, så var både Fantômas värsta fiender och närmaste allierade släkt med honom. För vidare information, se: Fantômas
- Zorro, skapad av Johnston McCulley. Metoden att inneha en hemlig identitet härstammar från Zorro. Zorro agerade som en sävlig och tafatt gentleman då han inte var utklädd till hämnare. För vidare information om Zorro, se: Zorro
- Batman, skapad av Bob Kane och Bill Finger. Stål-Kalles användande av högteknologiska hjälpmedel och apparatbälte verkar härstamma från denna inflytelserika superhjälte.
- Diabolik, skapad av systrarna Angela Giussani och Luciana Giussani år 1962. Stål-Kalles ursprungliga namn Paperinik härstammar från denna figur, som var en av de populäraste antihjältarna i Italien under 1960-talet.

## Levnadsteckning
I Stål-Kalle och den hemska hämnaren får Kalle ett paket på posten där han meddelas att han vunnit en övergiven villa utanför Ankeborg, vars ägare försvunnit flera årtionden tidigare. Då hans brorsöner tvivlar på att Kalle kan vinna något, upptäcker han att paketet egentligen är adresserat till Alexander Lukas, men väljer att hålla tyst om saken. Då han besöker sin nya villa med brorsönerna upptäcker han en dagbok och en kostym som tillhört en gentlemannatjuv och medborgargardist som verkat under sent 1800-tal och tidigt 1900-tal, vid namnet Fantomius. Vid första sidan av dagboken lär det ha stått:
"Du som läser detta har ärvt mitt hus... en fasad för mitt arv. Hemligheternas bok och min ädla dräkt skänker dig stora krafter. Använd dem väl... jag vaktar dig ständigt."
Kalle läser igenom dagboken och lär sig hur man upprätthåller en hemlig identitet genom att agera som en sävlig gentleman dagtid, och nattetid vara maskerad och hämnas oförrätter. Kalles intresse väcks, och han håller tyst om vad han upptäckt.
Snart stöter Kalle på sina två största orsaker till bedrövelse: Farbror Joakim och kusin Alexander Lukas, och bestämmer sig för att utkräva hämnd. Han lämnar över dagboksanteckningar om vapen och transportationsmedel till Oppfinnar-Jocke, som utrustar Kalle med ett apparatbälte och specialstövlar. Dessutom förbättrar han Kalles gamla bil. Stål-Kalle tar på sig som sitt första uppdrag att stjäla sin farbrors madrass, som innehåller en miljon i små valörer. Detta gör han genom att som Kalle skänka en oljelampa till sin Farbror, och hävda att den kommer hjälpa honom att spara ström. I själva verket avger lampan, då den tänts, en gas som framkallar djup sömn. Då Joakim är utslagen, smiter Stål-Kalle in och tar madrassen som Joakim sover på. Stål-Kalles nästa steg är att sätta dit sin kusin Alexander för stölden.
Joakim och Alexander, tillsammans med några konstaplar, lyckas spåra tjuven till den övergivna villan nästa dag. Alexander, som försöker rentvå sitt namn, går in för att undersöka villan. För att kunna se ordentligt, tänder han ett ljus. Nedersta delen av ljuset är dock en maskerad dynamitgubbe, och Alexander råkar spränga hela villan i luften, varpå sedlarna i madrassen sprids ut över området. Joakim, övertygad om att Alexander var tjuven, bestämmer sig för att inte anmäla honom om han samlar upp alla sedlar. Under tiden påpekar en skadeglad Kalle att hans karriär som hämnare minsann bara börjat.
I Stål-Kalle tar revansch avslöjar Kalle för Oppfinnar-Jocke att det är han som är ankan bakom Stål-Kalle. Från och med nu blir Jocke och hans uppfinningar en aldrig sinande källa när Stål-Kalle behöver nya hjälpmedel.

### Skurkografi (i urval)
Sedan debuten som Stål-Kalle för Kalle Ankas Pocket nummer 28 har Stål-Kalle fått kämpa mot ett flertal skurkar och lösa många svåra fall.
- Dynamo (Kalle Ankas Pocket nummer 231) - En extremt farlig superskurk som använder sig av en avancerad dräkt för att dra energi och kraft från sin motståndare, och på så sätt bli dubbelt så stark och snabb. Med hjälp av Ankeborgs alla energireserver och specialdesignad dräkt lyckas Stål-Kalle till slut få Dynamo på fall efter en explosiv och hejdundrande fajt som ses av miljoner TV-tittare.
- Multivac (Kalle Ankas Pocket nummer 304) - Efter att ha klivit in i en av Oppfinnar-Jockes många mystiska garderober förflyttas Stål-Kalle till en förvrängd framtidsversion av världen, där den onde demonen Multivac kontrollerar så att teknologin stannar på en enkel och primitiv bronsåldersnivå. Senare i serien får Stål-Kalle veta sanningen bakom allt och lyckas rädda folket från Multivac som egentligen bara är ett avancerat datorsystem skapat av Oppfinnar-Jocke för att hindra så att detta händer igen. I slutet av serien föreslår dock Stål-Kalle att Jocke ska sätta en dörrskylt på dörren istället. Det är extremt troligt att Multivacs namn kommer från superdatorn med det namnet ur Isaac Asimovs noveller.
- Fatalia (Kalle Ankas Pocket nummer 307) - En listig och mystisk kvinna som säger sig ha fantastiska spådomskrafter. Genom skådespeleri och med hjälp av andra lurar hon Stål-Kalle med diverse horoskop för att han ska vinna hennes förtroende. När hon väl fått hans tillit inleder hon sin plan för att en gång för alla förgöra Stål-Kalle. Kuppen misslyckas men Stål-Kalle lyckas bara få fast hennes medhjälpare. Fatalia försvinner spårlöst och säger att hon och Stål-kalle kommer att mötas igen.
- Tjyvix (Kalle Ankas Pocket nummer 317) - Tjyvix börjar dyka upp då och då på nätterna för Stål-Kalle, och det väcker misstankar hos Stål-Kalle. Det besynnerliga med Tjyvix är att han aldrig tar med sig sitt stöldgods. Vid ett av hans inbrott i TV-tornet lyckas dock Stål-Kalle träffa honom för att reda ut den saken. Tjyvix utger sig för att vara en Antisuperhjälte som bara bryter sig in för att det är kul, och struntar i allt värdefullt krafs. Trots detta ser Stål-Kalle honom fortfarande som ett hot, och tack vare en ihopsnickrad Tjyvixfälla av Oppfinnar-Jocke sväljer Tjyvix betet och blir omhändertagen av polisen.
- Stink-Ragge (Kalle Ankas pocket 25/2004) Stink-Ragge var först en helt vanlig luffare som blev utsatt för okända kemikalier som ökade hans IQ till geni-nivå och raderade hans samvete och blev Stål-Kalles stinkande dubbelgångare. Han vanligaste vapen är en stinkbomb som tillfälligt knockar motståndarna men har annars vapen som påminner något om Stål-Kalles vapen. Stink-Ragge är den enda skurken som inte helt besegrats av Stål-Kalle.

## Stål-Kalles renässans
1993 fick Stål-Kalle sin egen tidning, Paperinik, uppkallad efter sig i Italien. Tidningen, som fortfarande utkommer, bestod till en början uteslutande av reprisserier från Topolino och andra tidningar, men fr.o.m. nummer 18 (1995) produceras även nya serier. 
Paperinik förefaller ha sålt bra och efter fyra år, i mars 1996, lanserades PK - Paperinik New Adventures, en ny tidning i amerikanskt format, tydligt influerat såväl till sitt utseende som innehåll av Marvels superhjälteserier. Till sin handling står PK fri från övriga Disneyserier, och undantaget ett par mindre uppträdanden av Knattarna och Joakim von Anka är persongalleriet runt Kalle/Stål-Kalle helt nytt. Serien har också tydliga science fiction-inslag, så som förekomsten av artificiell intelligens, tidsresor och utomjordingar, och kan sägas rikta sig mot en något äldre publik än de traditionella Disneyserierna.
PK kom totalt ut med 49 nummer. I februari 2001 ersattes PK av PK², som i sin tur följdes av PK Pikappa efter 18 nummer. PK Pikappa gick i graven i maj 2005, efter nummer 32, och ersattes av Paperinik New Adventures Reloaded, som i princip är en reprisering av Paperinik New Adventures, dock med mindre förändringar. Utöver detta har även ett mindre antal specialutgåvor producerats.

## Svenska utgåvor
Serier med Stål-Kalle är vanligt förekommande i Kalle Ankas Pocket och dess systertitlar, liksom i de idag nedlagda utgåvorna Farbror Joakim och Kalle Ankas Disneytajm. Utöver detta har ett antal utgåvor med speciellt fokus på Stål-Kalle publicerats.
- Stål-Kalle - månatlig serietidning som ges ut sedan 1997 och publicerar serierna från PK, PK² PK Pikappa och Paperinik New Adventures Reloaded i kronologisk ordning.
- Jag Stål-Kalle - inbunden "Jag-bok" från 1981 som samlar åtta utvalda serier från figurens första decennium.
- Stål-Kalle på nya uppdrag - 48-sidigt seriealbum från 1990 som samlar samtliga Frankrike-producerade Stål-Kalle-serier utom en.